# Nekvasovy
Nekvasovy (německy Nekwasow) jsou obec v okrese Plzeň-jih v Plzeňském kraji. Žije zde 196 obyvatel.

## Historie
První písemná zmínka o obci pochází z roku 1558.

## Současnost
V současnosti je zde několik firem, mateřská škola, obchod a pošta. Najdeme zde také Sbor dobrovolných hasičů, který pořádá několik akcí. Největší akce, která měla úspěch, byla TraktorSprint Nekvasov, který se konal osm let a pořadatelé (tj. SDH) jej ukončili rokem 2008. Významným místem je zde kaplička sv. Prokopa, u které se na pouti koná mše. Pro volný čas je zde možné využít dvě hřiště: první, větší se ale spíše používá pro fotbalové zápasy, druhé, menší je vybaveno prolézačkami a pískovým hřištěm.

## Obyvatelstvo
| Rok            | 1869 | 1880 | 1890 | 1900 | 1910 | 1921 | 1930 | 1950 | 1961 | 1970 | 1980 | 1991 | 2001 | 2011 | 2021 |
| -------------- | ---- | ---- | ---- | ---- | ---- | ---- | ---- | ---- | ---- | ---- | ---- | ---- | ---- | ---- | ---- |
| Počet obyvatel | 448  | 476  | 450  | 470  | 459  | 498  | 478  | 381  | 398  | 365  | 279  | 243  | 216  | 180  | 167  |
| Počet domů     | 68   | 73   | 77   | 80   | 84   | 87   | 93   | 103  | 102  | 102  | 96   | 107  | 104  | 106  | 104  |

## Obecní správa

### Obecní symboly
Znak a vlajka byly obci uděleny rozhodnutím předsedy Poslanecké sněmovny Parlamentu České republiky dne 29. května 2007.

## Galerie

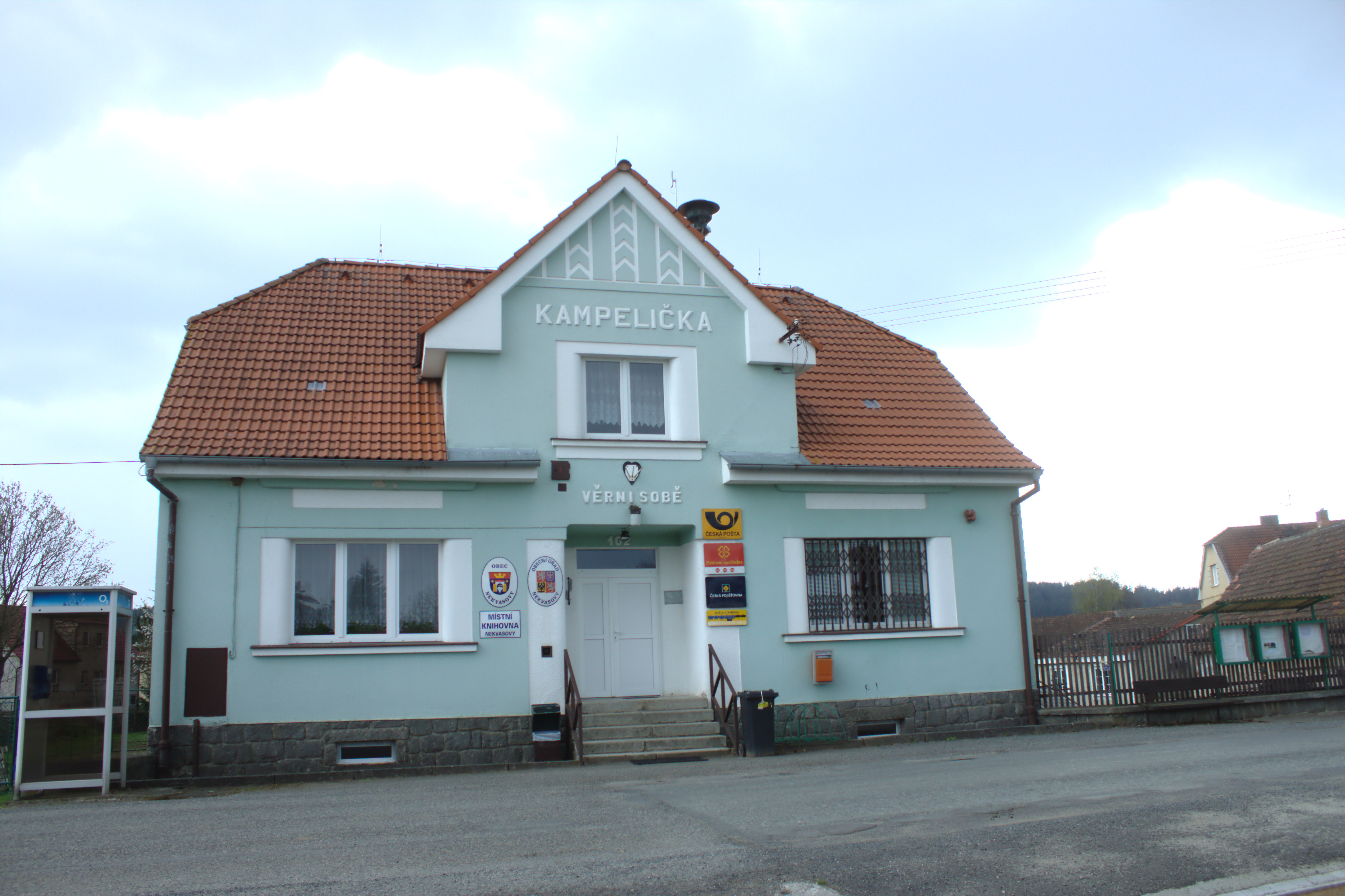
Obecní úřad
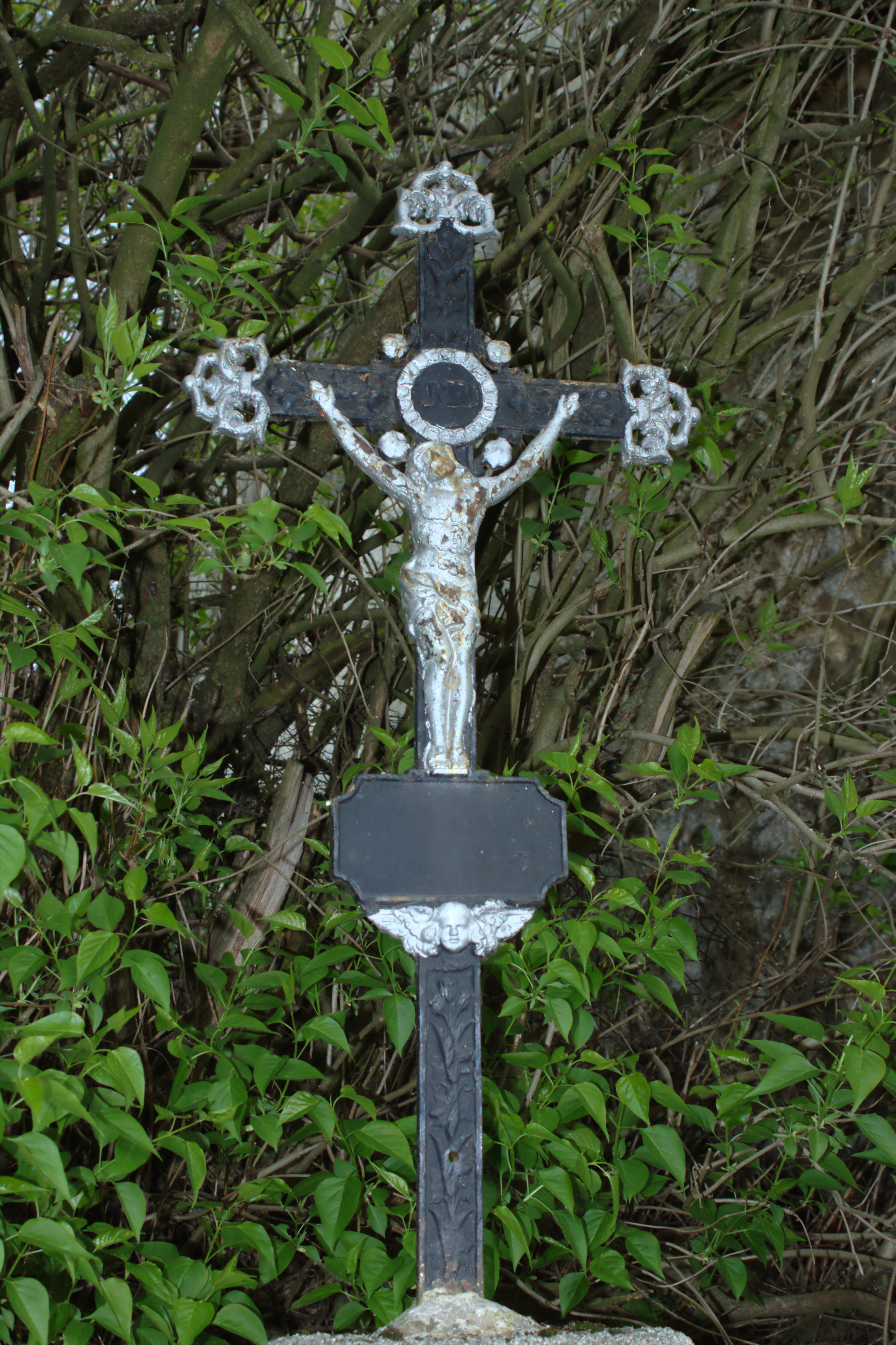
Kříž
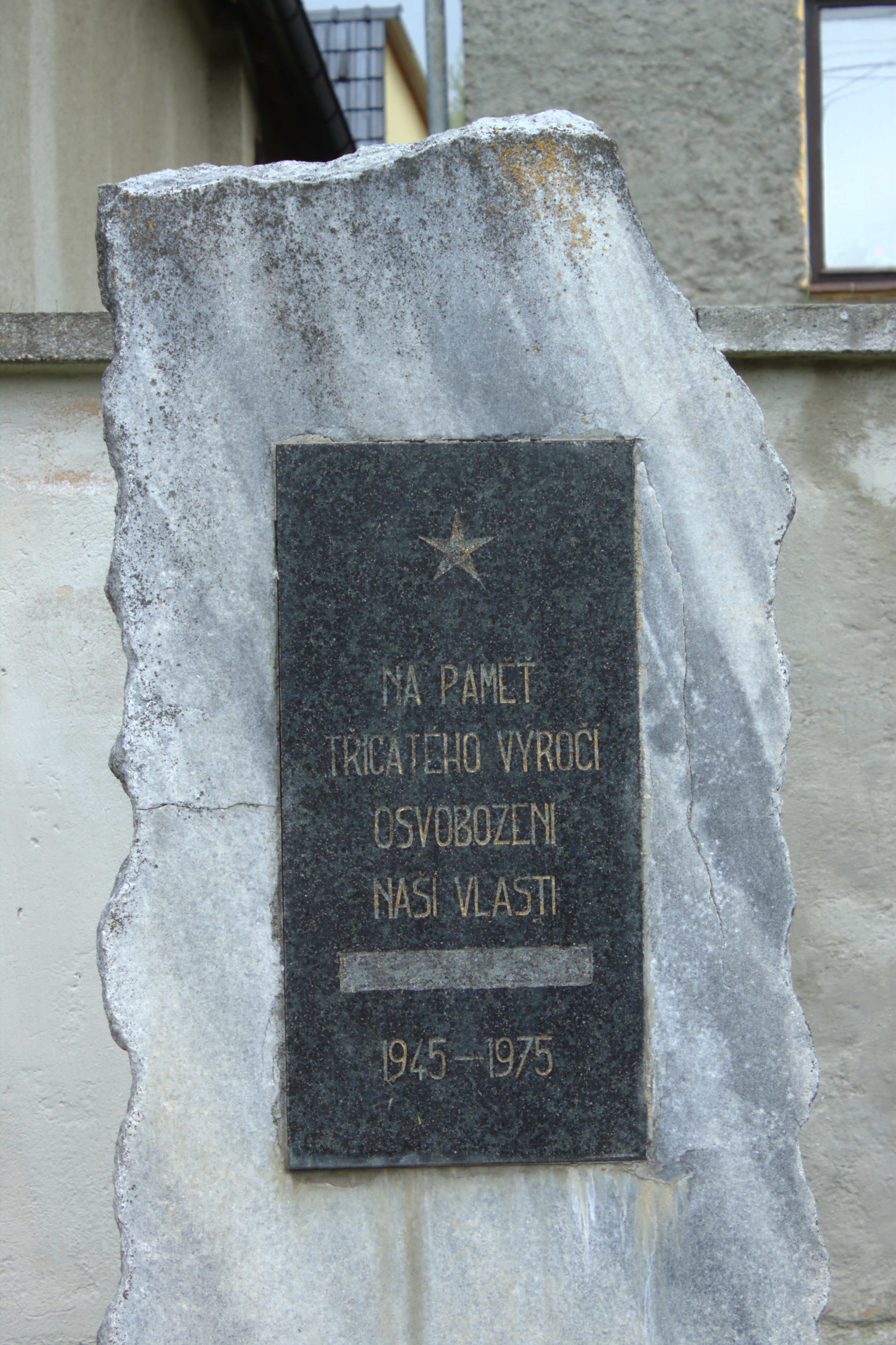
Památník osvobození